# Maxime de Turin
Maxime de Turin est un saint catholique. Son nom est parvenu à la postérité en tant que premier évêque de Turin, prédicateur remarquable et auteur prolifique. Il est sans doute devenu évêque vers 390 et mort entre 408 et 423. Il est considéré comme le fondateur de son diocèse (Taurinensis), érigé d'après les inspirations d'Ambroise de Milan et la formation qu'il suivit au monastère d'Eusèbe de Verceil.

## Biographie

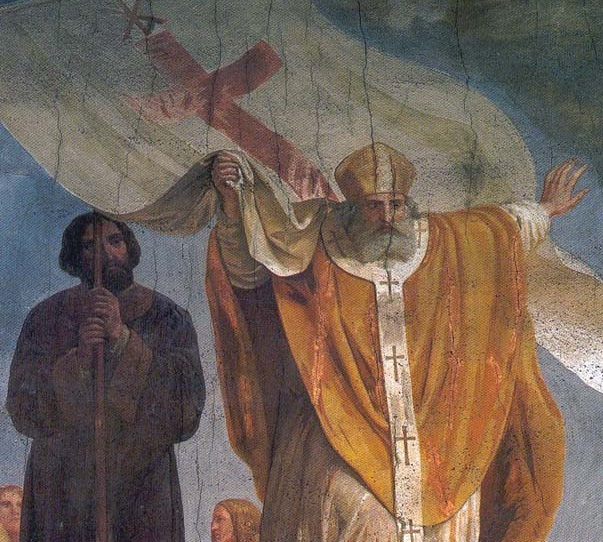
Saint Maxime de Turin prêchant au peuple, fresque d'abside de Francesco Gonin (1846), église Saint-Maximin, Turin.

Son nom apparaît dans le martyrologe romain le 25 juin et la ville de Turin le considère comme son saint patron.
Une remarquable production littéraire d'homélies et de sermons lui est attribuée (la première édition critique a été écrite à Rome en 1784) : certaines de ces homélies sont d'attribution douteuse, mais plus d'une centaine d'homélies et de sermons sont certainement considérés comme les siens.
Ses efforts apostoliques témoignent de la qualité de ses sermons écrits dans un style clair et persuasif. Dans l'un d'eux, il exhorte fermement ses fidèles, effrayés par l'approche des armées barbares à manier les armes du « jeûne, de la prière et de la miséricorde », et aux personnes effrayées qui se sont empressées de fuir la ville, il dit : « Il est injuste et impie le fils qui laisse sa mère en danger. La patrie est toujours une douce mère ». Parmi ses écrits, 22 homélies sur le Carême et beaucoup d'autres sur les dogmes, les institutions, la pratique.
Son engagement se concentre principalement dans la lutte contre la pratique de la simonie, du paganisme et de toute forme de syncrétisme ainsi que sur la diffusion du message évangélique dans les campagnes. Même si les fidèles négligeaient les fêtes et les préceptes, il était très attaché à la communauté et conscient de l'importance de son rôle dans l'affirmation de la nouvelle foi.
À cette époque, il existait déjà un calendrier liturgique accompli et la ville comptait plusieurs lieux de culte, dont un dédié aux martyrs Octave, Soluteur et Adventeur, les premiers protecteurs de la cité. De même, à l'extérieur, il y avait au moins un cimetière chrétien. En 397, il fut témoin du martyre des saints Sisinnio, Martirio e Alessandro (it), envoyé en mission dans le diocèse de Trente. Ses textes donnent l'occasion de découvrir les coutumes et les conditions de vie de la population lombarde au temps des invasions gothiques ; l'une de ses homélies contient la description de la destruction de Milan par Attila.
Durant l'épiscopat de saint Maxime, en 398, s'est tenu le concile de Turin, auquel participèrent de nombreux évêques du nord de l'Italie et du sud de la Gaule afin de résoudre des problèmes frontaliers et le schisme félicien ou itacien (exécution de l'évêque d'Ávila Priscillien décidée par Magnus Maximus et nomination de Felix à Trèves comme évêque).
Le savant marseillais Gennadius dit que vers la fin du Ve siècle (De viris illustribus, 41: PL 58.1100 et suivants) Maximus episcopus Taurinensis (l'évêque Maxime de Turin) est signataire au concile de Milan (451) ainsi qu'à celui de Rome (465), ce qui ferait de lui l'un des participants les plus âgés. Cela étant, il a peut-être été confondu avec le successeur de Maxime portant lui aussi le même nom et désigné Maxime II.
Le culte de saint Maxime est toujours resté vivant à Turin avec une plus ou moins grande intensité selon les époques, et sa mémoire est liée aux plus anciennes églises et lieux de culte de la ville. Selon la tradition locale, ses reliques étaient cachées, pour les sauver des invasions barbares (ou peut-être pour les protéger des iconoclastes, actifs à Turin au début du IXe siècle) ; quelques petits fragments de reliques qui lui sont attribués ont été découverts au XVIIe siècle, ils se trouvent à l'église Saint-Maxime de Collegno.